# Nova Monte Verde
Nova Monte Verde è un comune del Brasile nello Stato del Mato Grosso, parte della mesoregione del Norte Mato-Grossense e della microregione di Alta Floresta.